# Lycidas piliger
Lycidas piliger är en spindelart som först beskrevs av Eugen von Keyserling 1882.  Lycidas piliger ingår i släktet Lycidas och familjen hoppspindlar. Inga underarter finns listade i Catalogue of Life.